# Tilde Teldi
Matilde Tescher, conosciuta artisticamente come Tilde Teldi (Milano, 14 aprile 1878 – ...), è stata un'attrice teatrale e cinematografica italiana.

## Biografia
Figlia di una cantante lirica tedesca, fu giovanissima allieva di Luigi Monti all'Accademia dei filodrammatici. Esordì sulle scene nel 1895, e l'anno dopo fu scelta da Eleonora Duse per far parte della sua compagnia, con cui si esibì in Francia, Germania e Russia. Successivamente fece parte della Compagnia del Teatro d'arte di Torino e della compagnia di Luigi Rasi.
All'inizio del nuovo secolo si sposò e si ritirò a vita privata per oltre un decennio; rientrò nelle scene nel 1912 come primadonna nelle compagnie di Ferruccio Garavaglia e successivamente di Ruggero Ruggeri. A partire dal 1914 fu anche protagonista di alcune pellicole.

## Filmografia
- Lulù, regia di Augusto Genina (1914)
- L'istruttoria, regia di Enrico Guazzoni (1914)
- Primo amore, regia di Emilio Graziani-Walter (1916)
- Maman Colibrì, regia di Alfredo De Antoni (1918)
- L'odissea di San Giovanni, regia di Vasco Salvini (1919)
- La fiera dei desideri, regia di Vasco Salvini (1919)
- La più bella donna del mondo, regia di Luigi Mele (1919)
- La vergine folle, regia di Gennaro Righelli (1920)
- Fumo, regia di Vasco Salvini (1920)
- La lettera chiusa, regia di Guglielmo Zorzi (1920)
- Resurrezione, regia di Flavio Calzavara (1944)
- La porta del cielo, regia di Vittorio De Sica (1945)